# Heti
A Heti (ẖtỉỉ) ókori egyiptomi név. Híres viselői:

## Uralkodók
- I. Heti (Meriibré; IX. vagy X. dinasztia)
- II. Heti (Nebkauré; IX. vagy X. dinasztia)
- III. Heti (Uahkaré; IX. vagy X. dinasztia)

## Hivatalnokok
- I. Heti, a felső-egyiptomi 13. nomosz kormányzója (X. dinasztia)
- II. Heti, a felső-egyiptomi 13. nomosz kormányzója, előző unokája (X. dinasztia)
- Heti, kincstárnok (XI. dinasztia)
- Heti, a felső-egyiptomi 16. nomosz kormányzója, III. Baket valószínű fia és utóda
- Heti, vezír (XII. dinasztia)
- Heti vagy Dua-Heti, a Mesterségek szatírája szerzője